# Řidič na baterky
Řidič na baterky (v anglickém originále Baby You Can't Drive My Car) je 5. díl 30. řady (celkem 644.) amerického animovaného seriálu Simpsonovi. Scénář napsal Rob LaZebnik a díl režíroval Timothy Bailey. V USA měl premiéru dne 4. listopadu 2018 na stanici Fox Broadcasting Company a v Česku byl poprvé vysílán 4. března 2019 na stanici Prima Cool.

## Děj
Pan Burns vyhodí Homera z práce v elektrárně. Marge ho přemluví, aby si našel nové zaměstnání. Homer se v televizi dozví, že do Springfieldu se stěhuje nová společnost CarGo, která vyrábí autonomní automobily. Společnost hledá nejpasivnější osoby a Homer se dostane do finále. Homer jako jediný vydrží několik hodin nečinně sedět a přijmou ho. Jeho pracovní náplní je automobily testovat. Jeho práce se mu velmi líbí. Při návštěvě Marge naučí IT pracovníky si také užívat, nejen pracovat. Majitelům CarGo se návštěva Marge líbí, Homerovi nabídnou povýšení a Marge nabídnou povýšení na jeho partnerku. Homer s Marge nabídku přijmou. Marge objedná nové kluziště. Všichni pracovníci bruslit neumí a Marge napadne, že by mohli hrát hokej na kancelářských židlích. Pracovníkům se tento způsob hokeje líbí.
Pracovníci Burnsovy jaderné elektrárny přechází do CarGo, a tak se Burns se Smithersem rozhodnou v převleku pracovat v konkurenčním CarGo a zjistit, co se pracovníkům na práci líbí. Po přečtení falešných životopisů je přijmou.
Když se Marge s Homerem vrací domů, Homer zmíní hrdinské sendviče a jejich autonomní auto je doveze do prodejny „Hrdinské sendviče“. Marge má podezření, že je automobil odposlouchává. Když Homer řekne, že má chuť na koblihy, auto je doveze do prodejny koblih. Jakmile Homer řekne, že má hlad, že by snědl koně, auto je zaveze do Krusty burgeru. Naštvaní Marge s Homerem si jsou stěžovat majitelům CarGo a ti přiznají, že je odposlouchávají. Majitelé se odvolají na to, že Homer s Marge podepsali doložku, která jim dovoluje je odposlouchávat. Homer se rozhodne pomoct panu Burnsovi v likvidaci CarGo. Burns, Smithers a Homer se v noci dostanou do serverovny a Smithers se pokusí vypnout všem CarGo vozům baterky, a tím všechna auta vyřadí z provozu. CarGo brzy zkrachuje a Homer i ostatní se vrátí do své práce v elektrárně.
Hořčice, a. s., provozovatel CarGo, se rozhodne začít vyrábět mluvící tetování.

## Přijetí
Tony Sokol z Den of Geek udělil epizodě 4 z 5 bodů a uvedl, že epizoda je „možná nejblíže klasickému seriálu Simpsonovi za dlouhou dobu. Je čistě epizodická. Jemné vtípky na vládnoucí třídu jsou aktuální a boje v jejím středu jsou univerzální. Jde v ní především o pracovní místa, o ekonomiku. Řidič na baterky funguje právě proto, že pracoviště je to, co máme všichni společné. Nalevo, napravo i uprostřed stojíme všichni ve frontě, abychom si vydělali na výplatu. Všichni chceme perfektní práci. Mnoho lidí musí do práce jezdit autem, takže chceme dokonalé auto. Ať už máme rádi smoothies, nebo ne, všichni se shodneme na tom, že by bylo zábavné mít možnost si je připravit při řízení. Ve společnosti aut bez řidičů se můžeme obávat jen skutečných řidičů. Tento recenzent by rád věděl, jaké budou zákony o řízení pod vlivem alkoholu, protože spousta aut jezdí na etanol, a když už jsem se na radu barmana Vočka napil etanolu, může to být dost oslabující.“.
Dennis Perkins z The A.V. Clubu dal epizodě známku B− a uvedl: „Homer je ten, kdo se kvůli dolování dat vzteká, zatímco Marge, pohlcená vším tím, jak dobře jejich společný podnik působí na jejich manželství, se zprvu rozhodne, že společnost, která tajně krade každý kousek osobních údajů Springfieldu, je zanedbatelná cena. ‚Já přece nemůžu být ten etický!‘ protestuje v jednu chvíli Homer a má pravdu. Je milé vidět Marge a Homera tančit ladný valčík v tanečním sále virtuální reality a Margina utrápená výmluva, že ‚jsme se tak bavili!‘, je docela srdcervoucí, když se nad tím zamyslíte. Ale konflikt prostě nedopadne, a když se Marge (zděšená tím, že CarGo plánuje rozšířit odposlech na klíčenku od aut – dokonce i na toaletě) nakonec rozhodne pomoci Smithersovi, Burnsovi a Homerově sabotáži, je to příliš slabá motivace.“.
Řidič na baterky dosáhl ratingu 1,9 s podílem 7 a sledovalo ho 5,08 milionu lidí, čímž se Simpsonovi stali nejsledovanějším pořadem večera na stanici Fox.